# Matillas (kommunhuvudort)
Matillas är en kommunhuvudort i Spanien.   Den ligger i provinsen Provincia de Guadalajara och regionen Kastilien-La Mancha, i den centrala delen av landet, 90 km nordost om huvudstaden Madrid. Matillas ligger 882 meter över havet och antalet invånare är 178.
Terrängen runt Matillas är platt västerut, men österut är den kuperad. Runt Matillas är det mycket glesbefolkat, med 4 invånare per kvadratkilometer. Närmaste större samhälle är Jadraque, 7,8 km väster om Matillas. Trakten runt Matillas består till största delen av jordbruksmark.